# (74131) 1998 QN69
(74131) 1998 QN69 – planetoida z pasa głównego asteroid okrążająca Słońce w ciągu 4,22 lat w średniej odległości 2,61 j.a. Odkryta 24 sierpnia 1998 roku.